# اکبر ادیبی
اکبر ادیبی (اکبر ادیبی؛ ۱۲ فوریه ۱۹۳۹ – ۲۶ اوت ۲۰۰۰) دانشمند در زمینه حالت جامد (الکترونیک) اهل ایران بود.